# IC 3317
IC 3317 — галактика типу E+E () у сузір'ї Волосся Вероніки.
Цей об'єкт міститься в оригінальній редакції індексного каталогу.